# Bendis hinna
Bendis hinna là một loài bướm đêm trong họ Noctuidae.